# Barytarbes himertoides
Barytarbes himertoides är en stekelart som beskrevs av Teunissen 1953. Barytarbes himertoides ingår i släktet Barytarbes och familjen brokparasitsteklar. Inga underarter finns listade.